# Set Your Loving Free
A Set Your Loving Free című dal a brit énekes-dalszerző Lisa Stansfield 4. kimásolt kislemeze a Real Love című második stúdióalbumról, mely 1992. május 25-én jelent meg. A dalt Stansfield, Ian Devaney és Andy Morris írta, valamint a produceri munkálatokat is ők végezték.
A dal pozitív kritikákat kapott, azonban az AllMusic  kritikusa Alex Henderson a dalt elég "karcsú"-nak nevezte. Az album japán kiadásán azonban a "Whenever You're Gone" című dal is helyet kapott. A videoklipet Nick Brandt rendezte, és az angol színész Linus Roache is szerepel benne. A dal a 28. helyezést érte el az Egyesült Királyság kislemezlistáján, és 20. volt a Hot Dance Club Songs listán az Egyesült Államokban, ahol a dalt a következő kislemez a  Little More Love című dallal együtt jelentették meg. A "Set Your Loving Free" című dal remixeit a Masters at Work (Little Louie Vega és Kenny "Dope" Gonzalez) készítették.

## Számlista
Európai 7" kislemez
1. "Set Your Loving Free" (Edit) – 4:09
2. "Whenever You're Gone" – 4:06

Európai CD maxi-single
1. "Set Your Loving Free" (Edit) – 4:09
2. "Whenever You're Gone" – 4:06
3. "Set Your Loving Free" (Kenlou 12") – 7:26

Európai 12" single
1. "Set Your Loving Free" (Kenlou 12") – 7:26
2. "Set Your Loving Free" (Extended Version) – 6:00
3. "Make Love to Ya" (The Floor Mix) – 6:26
4. "Make Love to Ya" (Light Me Up Mix) – 5:02

Európai promóciós CD single
1. "Set Your Loving Free" (Kenlou 12") – 7:26
2. "Set Your Loving Free" (Extended Version) – 6:00
3. "Make Love to Ya" (The Floor Mix) – 6:26
4. "Make Love to Ya" (Light Me Up Mix) – 5:02
5. "Set Your Loving Free" (Dubmaster Edit) – 4:41
6. "Set Your Loving Free" (Lowlife Mix) – 5:46
7. "Set Your Loving Free" (Dub "Masters at Work") – 7:26
8. "Set Your Loving Free" (Mellow Mix) – 4:52

## Slágerlista
| Slágerlista (1992)                    | Legjobb helyezések |
| ------------------------------------- | ------------------ |
| Australia (ARIA)                      | 164                |
| Europe (European Hot 100 Singles)     | 75                 |
| Germany (Official German Charts)      | 57                 |
| Hollandia (Top 40)                    | 36                 |
| Hollandia (Single Top 100)            | 42                 |
| Poland (LP3)                          | 29                 |
| Egyesült Királyság (UK Singles Chart) | 28                 |
| US Hot Dance Club Songs (Billboard)   | 20                 |

| Slágerlista (1992)         | Helyezés |
| -------------------------- | -------- |
| Netherlands (Dutch Top 40) | 309      |